# Llengua sícula
La llengua sicula és una llengua indoeuropea extinta, escassament documentada. Era parlada pel poble dels sículs a la Sicilia oriental, que s'hi establiren a partir del II mil·lenni aC. Habitualment es considera que pertany al grup de llengües latinofalisques, formant part de la mateixa família lingüística indoeuropea del llatí i del falisc: segons aquesta interpretació, el sícul seria una llengua itàlica, per bé que l'escassetat de testimonis fa que l'efectiva classificació filogenètica sigui encara objecte de debat de banda dels indoeuropeistes.

## Classificació
El primer estudiós que va assignar el sícul a la mateixa família que el llatí va ser Karl Julius Beloch a finals del segle xix, i la seva hipòtesi va ser acollida de seguida, entre d'altres, per Giacomo Devoto, que considerava el sícul com la branca més meridional de la família protollatina, testimoni d'un antic continuum interromput per les més tardanes immigracions a la península italica dels oscoumbres: «[les] dades lingüístiques […] consideren la llengua dels sículs com una llengua no solament indoeuropea sinó que també de tipus llatí i no itàlic, sobre la base de la formació dels noms de persona».

## Distribució geogràfica
Els testimonis del sícul provenen de la Sicília oriental, en particular de les àrees de les actuals Milazzo, Centuripe i Adrano. Altres testimonis provenen de Mendolito (Adrano), Poira, Paternò‑Civita, Paliké (Rocchicella de Mineo), Muntanya de Ramacca, Licodia Eubea, Ragusa Ibla, Sciri Sottano, Monte Casasia, Castiglione de Ragusa, Terravecchia de Grammichele, Morgantina, Muntanya de Marzo (Plaça Armerina), i Terravecchia de Cuti.

### El corpus dels textos sículs
Els textos sículs que ens han arribat són en gran part datats en els segles dels primers assentaments hel·lènics, per tant generalment redactats en alfabet grec o en caràcters derivats d'aquest. Es tracta en general de breus inscripcions de tipus onomàstic i de caràcter privat i funerari. En són excepció el guttus de Centuripe, un gerro de coll estret amb una llarga inscripció en scriptio contínua de difícil interpretació:
nunustentimimarustainamiemitomestiduromnanepos
duromiemtomestiveliomnedemponitantomeredesuino
brtome[...
Una altra inscripció sícula llarga és la de Muntanya de Marzo:
tamuraabesakedqoiaveseurumakesagepipokedlutimbe
levopomanatesemaidarnakeibureitamomiaetiurela
I una altra, encara. és la inscripció de la Porta de Mendolito, un bloc d'arenisca, avui conservat en el Museu arqueològic regional Paolo Orsi de Siracusa, amb una scriptio contínua gravada de dreta a esquerra sobre la cara externa del bloc i, per avui, l'única troballa conservada d'una inscripció en llengua sícula de caràcter públic. Sobre la seva interpretació encara queden forts dubtes.